# Keahu Kahuanui

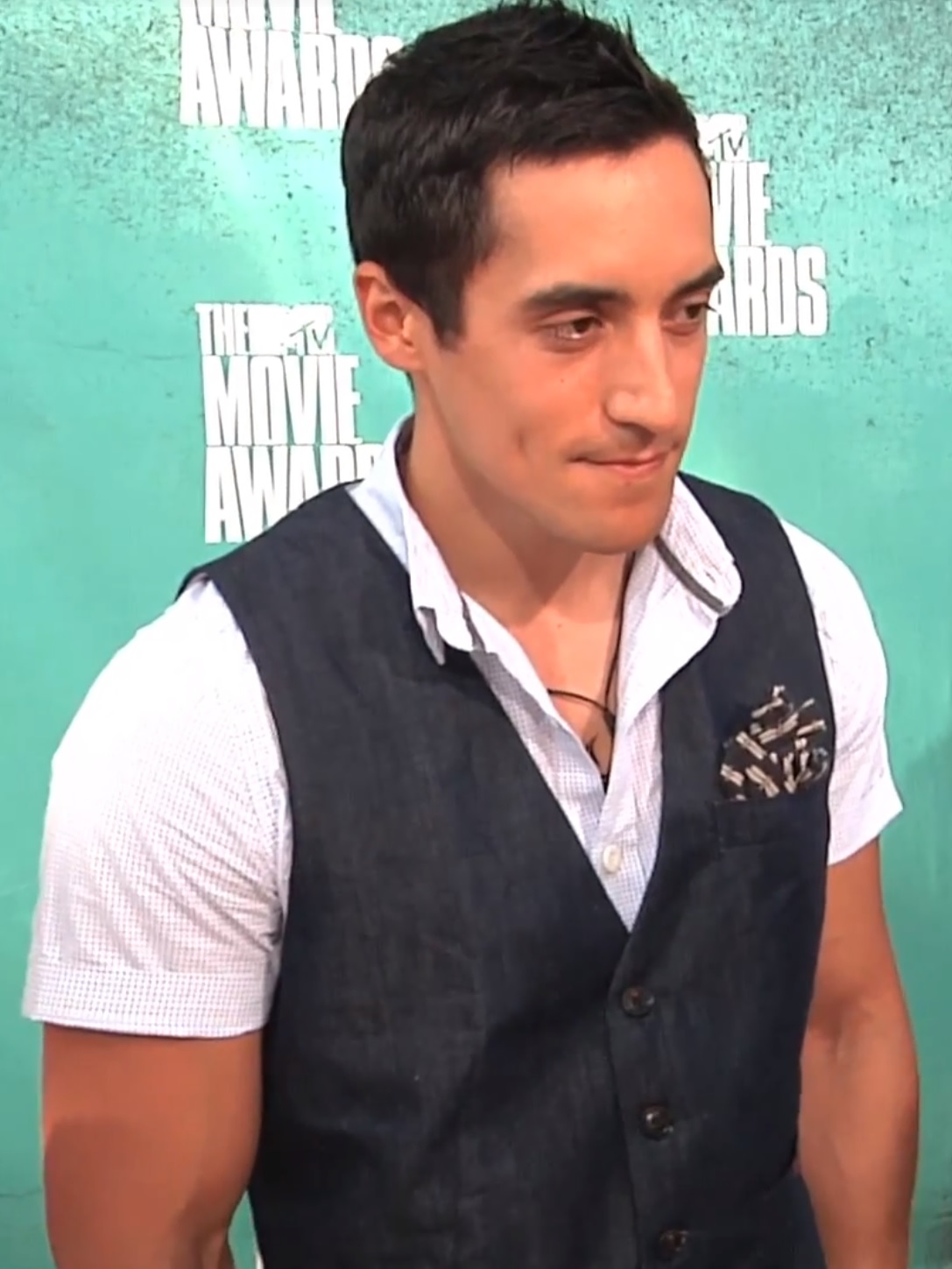
Keahu Kahuanui, 2012

Keahupuihale „Keahu“ Kahuanui (* 7. August 1986 in  Honolulu, Hawaii) ist ein US-amerikanischer Schauspieler, bekannt aus der Serie Teen Wolf.

## Leben
Der auf Hawaii geborene Keahu Kahuanui verbrachte seine Kindheit an vielen verschiedenen Orten, so unter anderem in Nordkalifornien. In seiner Highschoolzeit trat er in verschiedenen Musicals und Theaterstücken auf. Seinen Abschluss in International Relations erwarb er an der Boston University.
Seit Juni 2011 war Keahu Kahuanui in der auf MTV ausgestrahlten Serie Teen Wolf neben Tyler Posey in der Nebenrolle des Danny Mahealani, dem besten Freund von Colton Haynes’ Charakter Jackson Whittemore, zu sehen. Des Weiteren absolvierte er bereits Auftritte in Hawaii Five-0 und The Secret Life of the American Teenager.
Momentan lebt Kahuanui in Los Angeles im US-Bundesstaat Kalifornien.

## Filmografie
- 2011–2014: Teen Wolf (Fernsehserie)
- 2011: The Secret Life of the American Teenager (Fernsehserie, Folge 4x13)
- 2012: Hawaii Five-0 (Fernsehserie, Folge 2x20)
- 2012: Cocktails with Stan (Fernsehserie, Folge 2x09)
- 2017: The Originals (Fernsehserie, Folge 4x02)